# توم فانجينوجدين
توم فانجينوجدين (مواليد 31 يناير 1983) هو سبّاح بلجيكي، مثّل بلاده في الألعاب الأولمبية الصيفية 2008.

## روابط خارجية
توم فانجينوجدين على موقع الاتحاد الدولي للسباحة (الإنجليزية)
- توم فانجينوجدين على موقع أوليمبيديا (الإنجليزية)